# Кёльшбах, Йозеф
Йозеф Кёльшбах (нем. Joseph Kölschbach; 18 апреля 1882, Кёльн — 1947, Рёндорф) — немецкий художник-экспрессионист.

## Биография
Йозеф Кёльшбах начал учиться в Дюссельдорфской академии художеств в 1912 году. В том же году, после посещения выставки Специальной ассоциации западногерманских друзей и художников (Sonderbund Westdeutscher Kunstfreunde und Künstler) в Кёльне, он бросил учёбу и стал свободным художником. Благодаря Максу Эрнсту Кёльшбах встретился с Августом Макке, который пригласил его на выставку Рейнского экспрессионизма в Бонне, где Кёльшбах представил несколько своих работ. После этого у него прошла персональная выставка в Reef-Museum в Ахене.

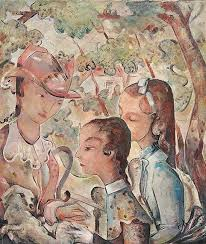
Йозеф Кёльшбах. Женщина с двумя детьми

В 1913 году Макке также помог Кёльшбаху принять участие в Первом немецком осеннем салоне в галерее Штурма Херварта Уолдена (Берлин), где художник выставил ряд своих работ — при том, что двенадцать картин были повреждены при транспортировке в Берлин. Франц Марк похвалил «маленькие» картины Кёльшбаха и рекомендовал их соорганизатору выставки Василию Кандинскому. В 1914 году Кёльшбах участвовал в выставке «Kölner Werkbundausstellung».
В период Первой мировой войны, с 1914 по 1916 год, Йозеф Кёльшбах был рядовым; после ранения он стал временным помощником учителя в Кёльнской школе прикладного искусства. В 1918 году он принял участие в выставке «Das junge Rheinland», организованной Кёльнским художественным союзом (Kölnischer Kunstverein), а в 1919 году — в выставке ассоциации художников «Der Strom». До 1933 года Кёльшбах регулярно посещал Париж, где общался с Максом Эрнстом. В 1927 году он женился на учительнице танцев и гимнастики Анне Мюллер-Герман, после чего начал работать в Берлине.
В 1933 году, после прихода к власти немецких национал-социалистов, картины Кёльшбаха были объявлены «дегенеративным искусством»; в 1937 году они были изъяты из немецких музеев. Кроме политических репрессий, на которые Кёльшбах отреагировал депрессией, в 1944 году художник дважды попал под бомбёжку в Берлине. Уже после окончания Второй мировой войны, в 1945 году, Кёльшбах вернулся в Кёльн.